# 乌鲁塔伊
乌鲁塔伊是巴西戈亚斯州的一个市镇。总面积626.717平方公里，总人口3304人，人口密度5.3人/平方公里。